# Nadagara extracta
Nadagara extracta là một loài bướm đêm trong họ Geometridae.